# Syagrus sancona
La palma sancona (Syagrus sancona)  es una especie de plantas Angiospermae de la familia de las palmeras (Arecaceae).

## Descripción

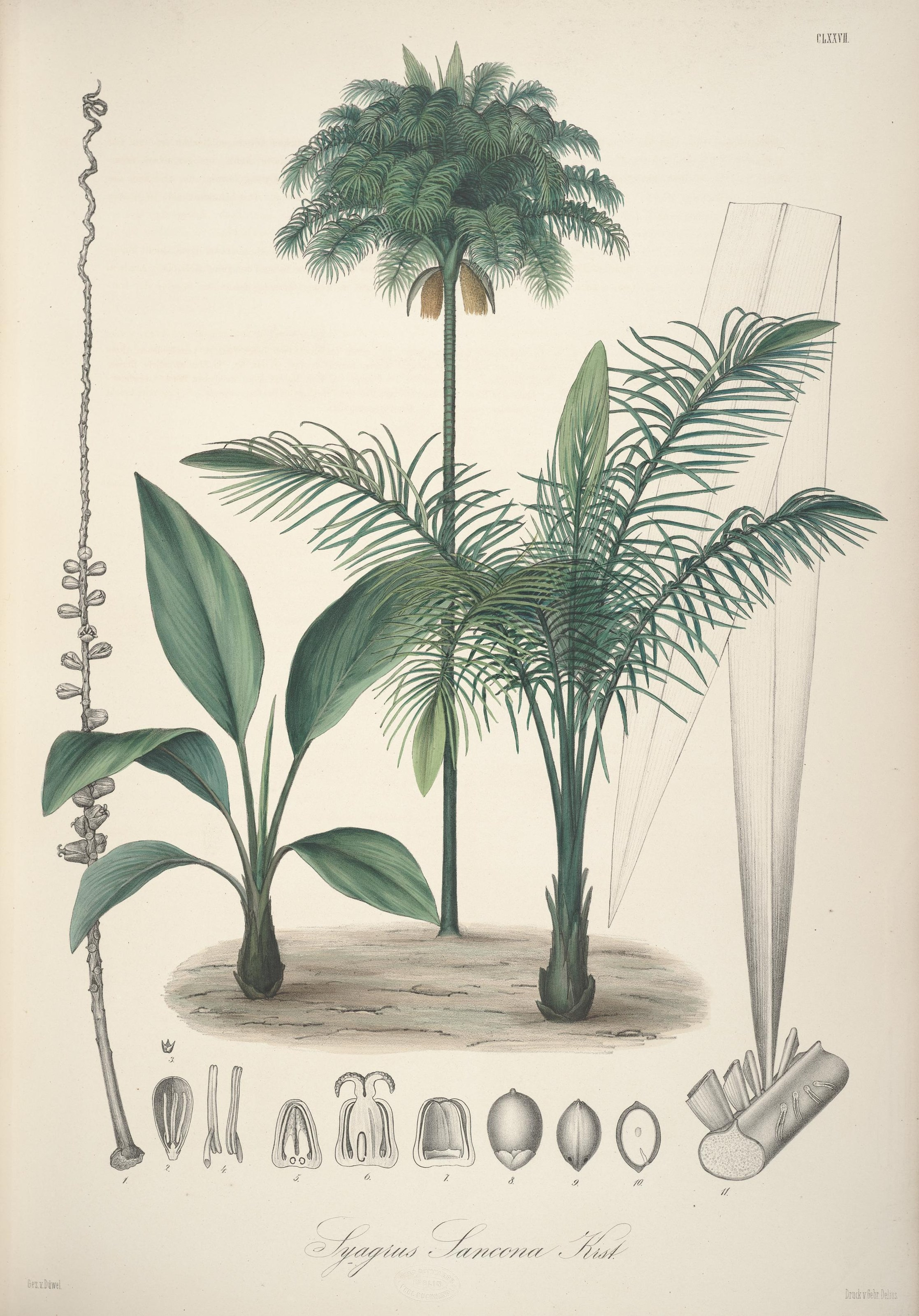
Pl. CLXXVII Florae Columbiae.

Palmera de caule simple, liso, de 10 a 30 m de altura y de 20 a 30 cm de diámetro. Es considerada la especie más alta del género Syagrus. Hojas pinnadas en número de 9-18; folíolos dispuestos irregularmente en el raquis en grupos de 2-5, formando varios planos. Inflorescencias con 80-200 ramos. Frutos elipsoides de  cerca de 3 cm de ancho. Fructifica de manera abundante entre junio y septiembre. Un kilo de frutos contiene cerca de 105 frutos y 200 simientes. La germinación se produce a los 6 u 8 meses de la siembra, Para acelerar el proceso germinativo  se sugiere la retirada del mesocarpo.

## Distribución y hábitat
Se distribuye en toda la región andina desde Venezuela hacía Bolivia, hasta 1.200 m de altitud y en áreas bajas adyacentes.

## Usos
Los troncos son usados muchas veces en pequeñas construcciones rurales y para la conducción de agua. Ornamental, con gran potencial para uso en paisajismo.

## Taxonomía
Scaphyglottis sancona fue descrita por Gustav Karl Wilhelm Hermann Karsten y publicado en Linnea 28: 247. 1857.
Etimología
Scaphyglottis: nombre genérico que proviene de griego skaphe, "cóncavo o hueco", y glotta = "lengua", refiriéndose al formato del labio de sus flores.
Sinonimia
- Cocos argentea Engel
- Cocos chiragua (H.Karst.) Becc.
- Cocos sancona (H.Karst.) Hook.f.
- Oenocarpus sancona (Kunth) Spreng.
- Oreodoxa sancona Kunth
- Platenia chiragua H.Karst.
- Syagrus argentea (Engel) Becc.
- Syagrus chiragua (H.Karst. H.Wendl.
- Syagrus ecuadorensis Becc.
- Syagrus tessmannii Burret